# 二重過程理論
心理学において、二重過程理論（にじゅうかていりろん、Dual process theory）は思考がどのように二つの違った方法で生まれるか、または二つの違った過程（プロセス、処理）の結果として生まれるかの説明を提供する。この二つの過程は暗黙の（自動的な）無意識の過程と、明示的な（コントロールされた）意識的な過程からなることが多い。言語化された明示的な過程や態度や行動は、説得や教育によって変わるかもしれないが、反対に暗黙の過程や態度は新しい習慣を形成するように変化するのに通常長い時間がかかる。二重過程理論は社会心理学、パーソナリティ心理学、認知心理学、臨床心理学で見られる。二重過程理論はプロスペクト理論と行動経済学を通して経済学にも関連してきており、文化分析を通して社会学にもますます関連している。

## 歴史
二重過程理論の基礎はおそらくウィリアム・ジェームズに由来する。彼は思考には2種類あると信じた：連想的推論と真の推論である。彼は経験的思考はアートやデザイン作業に使われると理論化した。ジェームズにとって、イメージや思考は過去の経験から心に浮かび、比較や抽象化のアイデアを提供するものである。彼は連想的知識は過去の経験だけから生まれると主張し、「ただの繰り返し」であると呼んだ。ジェームズは真の推論は、地図を使えるという推論の力が航行の障害を乗り越えるために使えるように、「前例のない状況」で役に立つと信じた。
ウィリアム・ジェームズの仕事の後に、様々な二重過程理論が提唱された。二重過程モデルは態度変容などの社会心理学的変数の研究においてかなりよく見られる。例えば、リチャード・ペティとジョン・カシオッポの精緻化見込みモデルやチェイケンのヒューリスティックシステムモデルなどである。これらの理論によると、説得は厳しい吟味または極度に表面的な思考の後に起きる。認知心理学においては、注意とワーキングメモリが同じように2つの異なる過程によって概念化されてきた。社会心理学に注目するにせよ認知心理学に注目するにせよ、過去に提唱された二重過程理論の例はたくさんある。以下に挙げたものはほんの一部に過ぎない。
ピーター・ワトソンとジョナサン・エヴァンズは1974年に二重過程理論を提唱した。エヴァンズの後期の理論では、過程には2つのまったく異なるものがある：ヒューリスティックな過程と分析的な過程である。彼はヒューリスティックな過程においては、個人はどの情報が現在の状況に関連するかを選択すると主張した。関連情報はそれから処理され、関連しない情報は処理されない。ヒューリスティックな過程のあとに分析的な過程が来る。分析的においては、ヒューリスティックな過程で選ばれた関連情報が現在の状況に関する判断をするために使われる。
リチャード・ペティとジョン・カシオッポは1986年に社会心理学領域に焦点をあわせた二重過程理論を提案した。彼らの理論は説得の精緻化見込みモデルと呼ばれた。この理論において、意思決定を促す説得には2つの違う道筋（ルート）がある。最初のルートは中央ルートとして知られ、これは人が状況について注意深く考えているとき、つまり与えられた情報を精査し、議論をするときに起きる。このルートは個人のモチベーションと能力が高い時に起きる。2番目のルートは周辺ルートとして知られ、人が状況について注意深く考えずに、意思決定のショートカットを使う時に起きる。このルートは個人のモチベーションと能力が低いときに起きる。
スティーブン・スローマンは1996年に二重過程に対して別の解釈を提唱した。彼は連想的推論は受けた刺激を統計的な規則性に基づいて情報の論理的クラスタに分割すると信じた。彼は人がどのように連想するかは、根底にあるメカニカル構造ではなく、過去の経験との類似性に比例すると提案した。スローマンの意見でのもうひとつの推論過程はルールベースシステムである。このシステムは連想的システムの出す結論とは違った結論を出すルールシステムに基づいた論理的構造と変数を機能させる。彼はルールベースシステムは連想的システムを抑えるだけだが支配しているとも信じた。この解釈はより以前の推論の二重過程の計算機モデルによく対応する。
ダニエル・カーネマンは2003年に、二つの過程のスタイルを直感と推論と呼ぶことでさらに区別する新たな解釈を提供した。直感（またはシステム1）は、連想的推論と似ているが、速くて自動的で、推論プロセスには強い感情的結びつきが伴う。カーネマンはこの種の推論は習慣に基づいており、変えたり操ったりするのは非常に難しいと言った。推論（またはシステム2）は遅くてもっと不安定で、意識的な判断と態度の対象である。
フリッツ・ストラックとRoland Deutschは2004年に社会心理学の分野に焦点を当てた別の二重過程理論を提案した。彼らのモデルによると、2つの別のシステムがある：反射的システムと衝動的システムである。反射的システムにおいて、処理される状況からやってくる知識と情報を用いて意思決定は行われる。反対に、衝動的システムにおいて、意思決定はスキームを用いて行われ、思考はまったくかほぼ要求されない。

## 理論

### 二重過程学習モデル
ロン・サンは学習の二重過程モデル（暗黙的学習または明示的学習）を提案した。このモデル(CLARIONと呼ばれる)は暗黙的学習とスキル獲得一般における心理学研究の膨大な行動データを再解釈した。結果の理論は2つのレベルに分かれており相互作用的で、一回の明示的なルール学習（明示的学習）の相互作用という考えと、強化を通した段階的な暗黙的チューニング（暗黙的学習）という考えに基づいていた。この理論は、過去のうまく説明されてなかった暗黙的学習と明示的学習の相互作用に基づいた認知データと現象を説明した。
二重過程学習モデルはグループ学習環境に適用することができる。これは協力学習の二重目的モデルと呼ばれており、認知と感情の両方のスキルで構成されたグループ練習が必要である。教師が成果がうまく完成するまでグループ全体を監視するよう参加することを伴う。教師はグループの協力学習環境の中での認知と感情の練習が有効に働くように注力する。インストラクターはグループの助力者としてふるまい、グループのポジティブな感情的行動とアイデアを奨励する。加えて、教師は、グループの成果と生徒の間の相互作用が改善するように継続的に見守る。教師はフィードバックを差し込み、生徒が全体として感情的または認知的にグループに貢献できるようにする。ゴールはそれぞれの生徒のユニークなアイデアの集大成としての完成度の高い成果を創ることを通じてコミュニティ意識を育てることである。

### 二重コーディング
少し違うアプローチを使い、Allan Paivioは情報処理の二重コーディング理論を開発した。このモデルによると、認知は二つの独立しておりかつ繋がったシステムの協調した活動を伴う。つまり非言語的なシステムと言語を扱うのに特化した言語的なシステムである。非言語的なシステムはevolutionの初期に発達したと仮定されている。両方のシステムは脳の別のエリアが司る。Paivioは非言語で視覚的なイメージはより効率的に処理され、約二倍記憶しやすいという証拠を報告した。加えて、言語的システムと非言語的システムは付加的で、人は学習するときに両方のタイプの情報を使うことで記憶を向上させることができるとした。

### 推論に対する二重過程による説明

#### 背景
二重過程による推論の説明は、脳には二つのシステムまたは心があると仮定する。二種類の推論の理論は、推論の理論に関する文書が存在する範囲でずっと昔からある。現代の理論は、二つの明確に区別された認知システムが思考と推論の土台にはあり、この二つのシステムは進化によって発達したということである。これらのシステムはよく「暗黙的」とか「明示的」、またはもっと中立的に「システム1」とか「システム2」と呼ばれる（StanovichとWestによって造語された）。

#### システム
二つのシステムは複数の名前があり、呼ばれ方が違うだけでなく、複数の特性も持っている。
システム1とシステム2の違い
| システム1 | システム2                                                                                          |
| --- | -------------------------------------------------------------------------------------------------- |
| 無意識の推論（直感、創造力、潜在意識） | 意識的推論（熟慮による推論）                                                                       |
| ほとんど非自発的 | ほとんど自発的                                                                                     |
| ほとんど感情に結びつく（「勘」） | ほとんど感情と結びつかない                                                                         |
| 暗黙的 | 明示的                                                                                             |
| 自動的、自然と起こる | コントロールされている                                                                             |
| 低努力 | 高努力                                                                                             |
| 大きなキャパシティ | 小さなキャパシティ                                                                                 |
| 速い | 遅い                                                                                               |
| 標準のプロセス（システム2によって抑えられる、激しい集中） | 禁止（明晰な心によって抑えられる、瞑想）                                                           |
| 連合（A↔B） | 因果 (A→B)1                                                                                        |
| 文脈 | 抽象 1                                                                                             |
| 領域特定 | 領域一般                                                                                           |
| より主観的、価値に基づく | より客観的、事実/ルールに基づく                                                                    |
| 進化的に古い | 進化的に最近                                                                                       |
| 非言語的 | ほとんどの人の言語やイメージとリンクしている（言語的・視空間的知性）                               |
| 認識、知覚、志向を含む | ルールに従うこと、比較、オプションの比較を含む                                                     |
| モジュラー認知 | 流動性知能                                                                                         |
| ワーキングメモリから独立 | ワーキングメモリのキャパシティに制限される                                                         |
| 潜在記憶と学習 | 顕在記憶と学習、ワーキングメモリ                                                                   |
| 直感的、創造的 | 論理的、理性的 1                                                                                   |
| 暗喩的、比喩的 | 文字の、正確な                                                                                     |
| より質的 | より量的                                                                                           |
| 芸術、デザイン、哲学、人文学 | 自然科学、技術的/形式科学1（数学、物理学、工学、プログラミング）                                   |
| わかる | （全体を）理解する                                                                                 |
| 芸術的、想像的（「もし仮に？」）、哲学的（「なぜ？」） | 現実的（「これは何か？」）、科学的（「どのように？」）                                             |
| 白日夢、注意散漫 | 仕事、注意を払う                                                                                   |
| 洞察的 (アハ体験)、根本的、新規な, | 方法的な、増加する、反復                                                                           |
| パラレル、同時、非線形 | ひと続きの、連続的、線形                                                                           |
| トップダウン、全体論的な、全体像 | ボトムアップ、元素の、詳細指向                                                                     |
| 範囲、目盛り、文脈、見方 | 目的、目標、要件                                                                                   |
| 決まった解答のない、適応性のある | 決まった回答のある、硬直した                                                                       |
| 統合的で分離的 | 選択的、選択眼のある                                                                               |
| メタ、反映 | 反復、回帰的                                                                                       |
| パターンと概念とアイデアを生み出して（築き上げて破壊する）認識する | パターンと概念とアイデアを操作して、フィルターして、使う                                           |
| データ処理↔情報 | データ処理→データと情報→情報                                                                       |
| 可能性を探して見つける | ゴールを吟味して達成する                                                                           |
| 複数の抽象化のレベルをまたがって作動する | 所定の時間に一つの抽象化のレベルで作動する                                                         |
| 総合 (Bloom's Taxonomy) | 分析 (Bloom's Taxonomy)1                                                                           |
| 直感 (マイヤーズ･ブリッグスタイプ指標) | 思考 (マイヤーズ･ブリッグスタイプ指標)1                                                            |
| 天才 | 専門的技術                                                                                         |
| 「右脳」、「水平思考」、「共感」 | 「左脳」、「垂直思考」「システム化」                                                               |
| デフォルトモードネットワーク (神経科学) | タスクポジティブネットワーク (神経科学)                                                            |
| コネクショニズム (認知科学) | 計算主義 (認知科学)                                                                                |
| ニューラルネットワーク | 論理回路と比較可能                                                                                 |
| テストで測定困難(創造力を参照) | IQ testsで不完全ながら測定される                                                                   |
| 神経学的能力は大きく固定されているが、その能力をよりよく使うために練習することができる | 神経学的能力（IQ）は大きく固定されているが、その能力をよりよく使うために研究して動かすことができる |
| 自閉症において乏しい、アスペルガー症候群とサヴァン症候群において異常 | 知的障害において乏しい（精神遅滞）                                                                 |
| 脳外傷、精神疾患、様々な薬によって混乱する。一定の薬によって高められる。とても稀なケースで、狭い領域で神経抑制により、システム1は脳外傷によって高められる（後天性サヴァン症候群）。                                            | |
| 以下は正確に機能するためにシステム1とシステム2を必要とする：判断、評価（ブルームの分類法）、複雑な計画、複雑な意思決定、複雑な問題解決、批判的思考、戦略的思考、仮説的思考、システム的思考、イノベーション、技術設計、分析哲学 | |
| 1これらの能力（分析的思考を構成する能力）をごく基本的なレベルを超えて開発するには、研究と実践が必要である。 | |

##### システム1
ジョン・バーグは自動的な過程という観念を「自動的」の用語を4つに分割することで再概念化した：自覚、意図的であること、効率、そして制御可能性である。ある過程が自動的であるとラベルされる一つの方法は、人が過程にたいして無自覚であることである。人が精神の過程に無自覚だろうというとき、3パターンある：人が刺激の存在に気づいてないこと（サブリミナル）、刺激がどのようにしてカテゴライズされ解釈されるか気づいてないこと（ステレオタイプや特性構成の活性化に気づかないこと）、または刺激がその人の判断や行動に与える影響に気づいてないこと（誤帰属）。精神の過程が自動的であるとラベルされる二つ目の方法は、過程が意図的でないことである。意図的であるとは、意識的に過程を「開始させる」ことを指す。自動的な過程は人が意識的に始めようとしなくても始まることがある。自動的であることの三番目は効率性である。効率性とは過程が要求する認知的資源の量を指す。自動的な過程はより少ない資源しか必要としないので効率的である。四番目は制御可能性であり、人がある過程を意識的に止めることができることを指す。自動的な過程とは制御不可能であり、過程は完了するまで動き続け、人はそれを止められない。バーグは自動性を構成要素から見て概念化した（自覚、意図、効率、制御の任意の組み合わせ）が、オールオアナッシングの二分法だった歴史的な自動性の概念とは対照的だった。
二重過程理論についての心理学研究の一つのポイントは、我々のシステム1（直観）は、たくさんのデータを信頼できて速いフィードバックで集められる社会ダイナミクスなどの分野においては、より正確であるということである。

##### 人間におけるシステム2
システム2は進化的に最近で、人間に特徴的である。システム2は「明示的な」システム、「ルールに基づく」システム、「合理的な」システム、または「分析的」なシステムとしても知られている。システム2はより遅くて連続的な思考を実行する。システム2はドメイン一般で、中央ワーキング記憶システムで実行される。これにより、システム2は限られた容量しか持たずそしてシステム1よりも遅く、一般知能と相関する。システム2は論理的基準に従って推論するので、合理的なシステムとして知られる。システム2に紐づいた全体的な特性は、ルールに基づく、分析的、コントロールされている、認知容量を要求する、そして遅いなどである。

## 社会心理学
二重過程はステレオタイピング、分類、判断といった分野の社会心理学にインパクトを与えている。特に、二重過程におけるカチッサー効果と暗黙性の研究は人の知覚に最も影響を与えている。人はふつう他人の情報を受け取り、年齢や性別や人種や役割によって分類する。NeubergとFiske (1987)によれば、目的の人物についての十分な量の情報を受け取った受信者は、表面的な心のカテゴリー（無意識）を人物の判断の基礎として使用する。受信者が気が散っているとき、受信者は目的の情報に対してより注意を払わなくてはいけない（意識）。分類はステレオタイピングの基礎プロセスであり、人々は特定のステレオタイプが結びついた社会集団に分類される。主観的な意図や努力がなくても、人々の判断を自動的に引き出すことができる。態度も対象によって自然に作動される。 John Barghの研究は別の見方を提示し、本質的に、弱いものも含めてすべての態度は自動的に作動するとした。態度が自動的に形成されたか努力とコントロールによって動作しているかにかかわらず、対象の情報の処理に対してさらにバイアスをかけ、対象に対する受信者の行動を方向づけることができる。Shelly Chaikenによれば、ヒューリスティックな処理は判断のルールの起動と応用で、ヒューリスティックは学習されて記憶に貯蔵されると想定される。ヒューリスティックは人々が「専門家はいつも正しい」（システム1）など利用可能な決定をするときに使われ、個人が認知的思考（システム2）を要求する関連情報を努力して精査するときには、システマティックな処理は使われない。ヒューリスティクスとシステマティックな処理は態度変容や社会的影響などの分野に影響する。無意識的思考理論(UTT)は反直観的で異議を受けている見方であり、無意識的な心はより複雑な意思決定に適応しているというものである。ほとんどの二重システムモデルが複雑な推論を努力を要する意識的な思考と定義しているのに対して、無意識的思考理論(UTT)は複雑な問題は無意識によってもっともうまく扱われると主張する。

### ステレオタイピング
ステレオタイピングの二重過程モデルは、我々が個人を知覚すると、その個人に適する顕著なステレオタイプが自動的に活性化すると提案している。他の同期や認知がなければ、活性化した説明は行動をガイドする。しかし、コントロールされた認知過程は、動機や認知リソースがあれば、ステレオタプの使用を妨げることができる。Devine (1989)はステレオタイピングの二重過程理論に対して、連なる3つの研究のエビデンスを提供した。研究1では見つかった偏見（Modern Racism Scaleによる）はアフリカン・アメリカンの文化的ステレオタイプの知識とは無関係であるとした。研究2では被験者は偏見レベル（個人的信念）にかかわらず、自動的に活性化したステレオタイプを判断に使用したことを示した。参加者はステレオタイプに関連した単語と関連しない単語を教えられ、それから曖昧な敵対的行動を取っている不特定の人種のターゲットに対して敵対心の評価をするように求められた。偏見レベルに関わらず、よりステレオタイプに関連する単語を教えられた参加者は曖昧なターゲットに対してより高い敵対心の評価をした。研究3では人々が個人的信念の活性化によってステレオタイプの使用をコントロールできるかかどうかを調査した。アフリカン・アメリカンの例をリストアップするよう頼まれた偏見の少ない参加者は、偏見の多い参加者よりもポジティブな例を挙げた。

### Terror management theoryと二重過程モデル
心理学者のPyszczynski, Greenberg, & Solomonによると、terror management theoryに関連して、脳が死の恐怖を管理する遠位と近位の2つのシステムを特定している。遠位の防御は無意識的であるためシステム1のカテゴリーに該当するのに対し、近位の防御は意識的な思考で動作するためシステム2のカテゴリーに該当する。
| 遠位の防御 | 近位の防御                                                                       |
| --- | -------------------------------------------------------------------------------- |
| 死について潜在意識的、抽象的に考えているときに対処する                                                        | 特定の脅威のレベルで死を意識的に考えているときに対処する                         |
| 経験的 | 理性的                                                                           |
| 死の可能性が低いときに起きる                                                                                  | 死の可能性が直接喚起されるときや、脅威があるときの直後に起きる                   |
| 死が潜在意識的に喚起されたときに反応して起こる                                                                | 死が潜在意識的に喚起されても発生しない                                           |
| 死を超越した現実の一部としての自分を考えることで運用する （自分を人生を超えて永続する文化の一部として考える） | 死の可能性を考えることを遠い未来に押し出し、意識的思考から排除することで操作する |

### 二重過程と習慣化
慣れとは繰り返しの刺激に対して反応が減ることと記述できる。GrovesとThompsonによると、慣れの過程も二重過程を模倣している。行動的な慣れの二重過程理論は二つの基礎的な（非行動的な）プロセスに依存している；抑制と促進の相対的な強さによって、慣れまたは鋭敏化が行動の中に見られるかどうかが決まる。慣れは潜在意識において繰り返しの刺激の強さを時間がたつにつれ弱める。結果として、時間がたつにつれ人は刺激に対して意識的に注意しなくなる。反対に、鋭敏化は潜在意識において時間がたつにつれ刺激を強め、刺激に対してより意識的に注意するようになる。この二つのシステムはともに意識的ではないが、刺激を強めたり弱めたりして人々が環境を理解するのを助けるように相互作用する。 

### 二重過程とステアリング認知
Walkerによると、システム1は並行したシステムではなく、連続した認知的ステアリング処理装置として機能する。繰り返された大規模な学生対象の研究で、Walkerは、数学、科学、英語の異なるカリキュラム科目において、学生がどのように想像上の自己の操作を調整したかをテストした。Walkerは、学生が一貫して、異なるカリキュラム科目について、ヒューリスティックな自己表現のバイアスを特定の状態に調整していることを示した。認知的ステアリングのモデルは、認識的に異なる環境データを処理するために、入ってくる異なる環境データと既存のニューラルアルゴリズムのプロセスを整列させるためのヒューリスティックな適応システムが必要とされると提案している。想像力を中心とした、脳の連想シミュレーション能力はこの機能を発揮するための統合的役割を果たしている。海馬における初期段階の概念形成と将来の自己操作のエビデンスは、このモデルを支持している。認知的ステアリングモデルでは、意識的な状態は、後のアルゴリズムプロセスを経て、新しいデータを正確に遠くの記憶と整列するために必要な努力を要する連想的シミュレーションから生まれる。対照的に、速い無意識的な自動化は制御されてないシミュレーションバイアスから構成されており、後のアルゴリズムプロセスでのエラーを引き起こす。"rubbish in, rubbish out"(Garbage In Garbage Out「ゴミを入れればゴミが出てくる」)というフレーズは、努力を要するヒューリスティックな処理を説明するために使われる：最初の取り戻しとデータの位置の正確さが貧弱に自己規制されている場合、エラーは常に発生する。

### 経済行動への応用
Alos-FerrerとStrackによると、二重過程理論は、ある人の自己概念は文脈に依存する複数の自己によって成立するという複数自己モデルを通じて、経済学的な意思決定と関係がある。例として、学生としては勤勉で知的である人が、兄弟に対しては思いやりがあって協力的であることが挙げられる。意思決定では自動的な過程とコントロールされた過程の両方が使われており、人や状況にも依存しており、人の経験やその時の状況を考慮すると決定プロセスが変わることがある。違ったゴールに対する二つの決定プロセスがあるとすると、その二つの片方は特定の状況においてより有益である可能性が高い。例えば、ある人が利己的だが合理的な動機と、社会的な動機が絡んだ決定を提示されたとする。個人によって、片方の動機はもう片方の動機に比べてより魅力的に映るかもしれないが、状況によってそれら二つの動機に対する好みは変わってくるかもしれない。二重過程理論を用いるとき、ある動機が別の動機と比較してより自動的かどうかを考えることは重要である。そしてこの特定の事例において、その自動性は個人とその経験に依存する。非利己的な人に比べると、利己的な人は自動的に利己的な動機を選びやすいかもしれないが、状況や金銭的利益や社会的圧力になどの外的要因などによって、コントロールされたプロセスがこの自動的な選択に勝るかもしれない。個人がどの動機を選ぶかに関して個人の安定した好みがあるとしても、外部の要因がその決定に影響することを覚えておくことは重要である。二重過程理論は経済学における行動の不均一性に対して別の説明も提供する。経済学において、この不均一性は好みと合理性における違いから来ていると大まかに推測されている。同時に二重過程理論は、どのプロセスが自動化されているかと、違ったプロセスが意思決定とどのように相互作用しているかについて考察することが必要であることを示している。

## エビデンス

### 信念バイアス効果
信念バイアスとは、論証の正しさを論証がどれくらい結論を支持しているかではなく、結論のもっともらしさに基づいて判断する傾向である。いくつかのエビデンスは信念バイアスは論証を評価するときの論理的（システム2）過程と信念に基づく（システム1）過程の競合から生まれると提唱している。信念バイアス効果の研究は最初にジョナサン・エヴァンズによって設計されたもので、結論の正しさについての論理的推論と事前知識の間に対立を生むように作られた。参加者は以下のような三段論法を評価するように依頼された：信じられる結論の妥当な論証、信じられない結論の妥当な論証、信じられる結論の妥当でない論証、信じられない結論の妥当でない論証。参加者は与えられた前提から論理的に導かれる結論にだけ同意するように言われた。結果は、結論が信じられるものである場合、人々は味気ない結論を支持する妥当ではない議論よりも、妥当ではない議論を妥当であると誤って受け入れることが多いことを示唆した。これは、システム1の信念がシステム2の論理を妨害していると示唆していると考えられる。

### ワーキングメモリへのテスト
De Neysは三段論法問題を答える間のワーキングメモリの容量を操作する研究を行った。この研究はメインのプロセスに二次的なタスクを与えることで行われた。結果はシステム1が正しい反応を起こすとき、妨害するタスクはシステム1が自動的にワーキングメモリから独立して動作して事実と整合する正しい答えを出すのにまったく影響を与えないことを示した。しかし、信念バイアスがあるとき、（システム1の信念バイアスによる反応はシステム2による論理的に正しい反応とは異なる）参加者のパフォーマンスは利用可能なワーキングメモリの減少により妨害された。システム1はワーキングメモリから独立していることが示されており、システム2はワーキングメモリのスペースがないとうまく働かず、その場合システム1による信念バイアスに至ることから、実験結果は二重過程の推論に対するシステム1とシステム2による説明と整合的である。

### fMRI研究

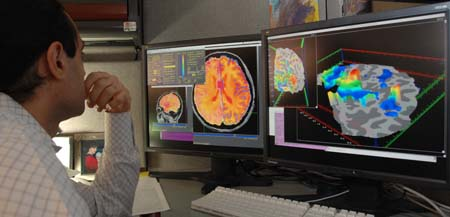
FMRI(Functional magnetic resonance imaging)テストを行っている研究者

Vinod GoelらはfMRI研究を用いて、推論の二重過程説の神経心理学的な証拠を作った。彼らは、脳の解剖学的に異なる部分が2種類の異なる推論に関与しているという証拠を提示した。内容に基づく推論では左側頭半球が活性化するのに対し、抽象的な形式的問題の推論では頭頂システムが活性化することを発見した。彼らは、意味的な内容に応じて、異なる種類の推論が脳内の2つの異なるシステムのいずれかを活性化すると結論づけた。
似た研究では、信念バイアステスト中にfMRIを組み入れた。その研究により、信念バイアステストで与えられた問題への反応を制御するために、異なる精神プロセスが競い合っていることが分かった。前頭前野は、システム2の特徴である葛藤の検出と解決にとって重要であり、すでにシステム2と関連づけられていた。システム1のより直感的な反応やヒューリスティックな反応と関連していることが知られている腹内側前頭前皮質は、前頭前皮質と競合している領域であった。

### 近赤外線分光法
辻井と渡辺は、ゴエルとドーランのfMRI実験に続いて、信念バイアス推論における下前頭前野（IFC）活動の神経相関を近赤外分光法（NIRS）を用いて調べた。被験者は一致的、そして不一致的な三段論法を用いた三段論法推論課題を行いながら、注意力を要する副次的課題にも注意を払った。研究者の関心は、副次的課題が一致的および不一致的な推論過程中のIFCの活動にどのように影響するかであった。結果は、被験者は一致的なテストで不一致的なテストよりも良い成績を収めたこと（信念バイアスの証拠）、高要求度の副次的テストは一致的な推論よりも不一致的な推論をより損なったことを示した。NIRSの結果は、不一致的な試行中に右IFCがより活性化されたことを示した。右IFCの活動が増強された被験者は、右IFCの活動が減少した被験者よりも不一致的な推論で良い成績を収めた。この研究は、右IFCが特に、矛盾する推論を解決する上で重要であるが、それは注意力を要することであり、注意力が失われるとその効果が低下することを示すfMRIの結果を補強するいくつかの証拠をもたらした。注意力が失われるとシステム2の効果が低下し、自動的なヒューリスティックなシステム1が支配するようになり、信念バイアスが生じるということである。

### マッチングバイアス
マッチングバイアスは非論理的なヒューリスティックである。マッチングバイアスとは、推論している命題の語彙的な内容の一致を関連する情報とみなし、逆に一致しない関連する情報を無視する傾向として説明される。これは主に抽象的な内容の問題に影響する。先入観や信念に関係しないが、それでも論理的なシステム2と競合するシステム1のヒューリスティックとみなされる。

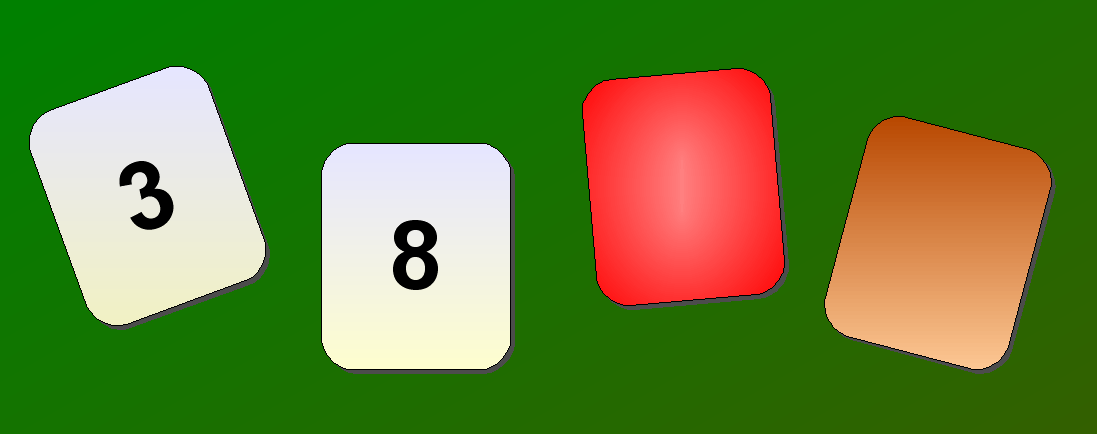
ウェイソン選択課題の例

ウェイソン選択課題はマッチングバイアスの証拠を提供する。このテストは人の論理的思考能力の尺度として設計されている。ウェイソン選択課題の成績は、提示される内容や文脈に敏感である。ウェイソン選択課題の条件文に否定的な要素を導入する――例えば「カードの片面にAがあれば、もう片面に3はない」とすると――論理的な地位にかかわらず、否定的な条件の項目と一致するカードを選ぶ傾向が強くなる。テストを真偽ではなく規則に従うことのテストに変えると、参加者は単に規則に従うだけで論理を無視するという別の条件もある。例えば、テストを未成年者の飲酒者を探す警察官のテストに変えるということである。元の課題はシステム2からの明示的で抽象的な論理的思考を要求するため、より難しい。一方、警察官のテストはシステム1からの関連する先行知識によって促される。
研究では、マッチングバイアスを抑制する訓練ができることが示されており、これは推論の二重過程理論に対する神経心理学的な証拠を提供している。訓練前後の試行を比較すると、活性化された脳領域に前方へのシフトがあることが分かる。前テストの結果では、腹側経路沿いの位置で活性化が見られたが、後テストの結果では、腹側前頭前野皮質や前帯状回周辺で活性化が見られた。マッチングバイアスは三段論法的推論にも一般化されることが示されている。

### 進化
二重過程に関する理論家は、一般的目的推論システムであるシステム2は進化的に最近のもので、より進化的に古いシステム1の自動的なサブシステムと共に動作すると主張する。「ホモサピエンス」の成功は彼らがほかのヒト科よりも高次の認知能力を持っているという証拠を示す。Mithenは認知能力の向上は具象美術や彫像や道具の設計や人工物が最初に記録された50,000年前に起きたと理論化した。彼女はこの変化はシステム2の適応によって起きたと仮説を立てた。
ほとんどの進化心理学者は二重過程の理論家に同意していない。進化心理学者は心はモジュールで、領域特定的であると主張しており、よってシステム2の一般的推論能力の理論には同意しない。進化心理学者は、推論の仕方に二つあり、ひとつは進化的に古くてもうひとつは進化的に新しいという考えには同意しがたいとしている。この違和感を和らげるために、一度システム2が進化すると、システム2は遺伝的コントロールがあまりないために人間に個人的目標を追うことを許す「長い皮紐」システムになったという説がある。

### 推論に対する二重過程の説明の問題点
上記のように、推論に対する二重過程説は古い理論である。しかし、エヴァンズによれば、二重過程説はそれ自身を古い、論理学者のパラダイムから、他の種類の推論に応用する新しい理論として適用した。そして二重過程説は過去よりも影響力を増しているが、そのことは疑わしい。エヴァンズは以下の5つの誤謬を提示している：
1. すべての二重過程理論は本質的に同じである。思考の二つのモードあるいはスタイルを提示するすべての理論が関連しているとする傾向があるので、それらの理論は結局「二重過程理論」という傘の言葉のもとで一緒くたにされてしまう。
2. システム1とシステム2の処理のもとには二つのシステムしかない。人の二重過程タスクのパフォーマンスのもとには、明らかに二つ以上の認知システムがある。よって、処理が異なる進化の歴史を持ち、それぞれが複数のサブシステムをもつ二つの心で行われているという変更が理論に対して行われた。
3. システム1の過程は認知バイアスの原因であり、システム2の過程は規範的に正しい反応の原因とされる。システム1とシステム2は両方とも規範的答えにたどり着くことがあるし、両方とも認知バイアスの原因ともなる。
4. システム1の処理は文脈化されているのに対して、システム2の処理は抽象的である[39]。最近の研究では信念と文脈はシステム1と同じようにシステム2の処理にも影響を与えるということを示している[40]。
5. 早い処理はシステム2の過程ではなくシステム1の使用を示しているとされる。処理が早いというだけでは、それがシステム1によって行われていることを意味しない。経験や異なったヒューリスティックはシステム2の早い処理に影響することがありうる[39]。

Osmanによって提示された推論に対する二重過程説に対するもうひとつの議論は、システム1とシステム2の提案されている二分法は、達成されたプロセスの範囲を十分に収容していないというものである。Moshmanはプロセスは2種類ではなく、4種類あるべきだと提案した。暗黙的ヒューリスティックプロセス、暗黙的なルールに基づくプロセス、明示的ヒューリスティックプロセス、明示的なルールに基づくプロセスの4つである。もうひとつの細かい分割は以下の通りである。暗黙的行動中心プロセス、暗黙的非行動中心プロセス、明示的行動中心プロセス、明示的非行動中心プロセス。（つまり、4分類では暗黙的-明示的の区別と、手続き的-宣言的の両方の区別を反映している）。二項対立的なプロセスタイプがあるかどうかの問いに対して、多くは代わりに暗黙的と明示的の間に連続体を組み込んだ単一システムのフレームワークを提案してきた。

## 別のモデル
動的グレード連続体（DGC）は、クリーレマンズとヒメネスが提唱したもので、推論の二重過程説明に対する代替的な単一システムの枠組みである。これは二重過程理論よりも優れていると受け入れられたわけではなく、むしろ二重過程モデルを評価するための比較対象として通常用いられる。DGCは、複数のシステムの枠組みを仮定せずに、表現の違いが推論の形態に変化をもたらすと提案している。推論する際に生成される表現の段階的な特性が、異なるタイプの推論にどのように結びつくかを説明している。二重過程モデルがシステム1全体を指すために暗黙的で自動的な処理という用語を交換可能に使用するところで、DGCは暗黙的で自動的な処理という用語を区別している。代わりに、DGCは暗黙的から明示的、自動的へと移行する推論の連続体を用いている。

## ファジィトレース理論
チャールズ・ブレイナードとヴァレリー・レイナの記憶と推論のファジィトレース理論によると、人は二つの記憶表現を持っている。それらは逐語的なものと要約的なものである。逐語的なものは表層的な情報（例えばこの文の単語）の記憶であり、要約的なものは意味的な情報（例えばこの文の意味）の記憶である。
この二重過程理論は、我々はこれら二つの記憶トレースの情報を別々にかつ完全に独立して符号化し、保存し、取り出し、忘れると主張する。さらに、二つの記憶トレースは異なる速度で衰退する。つまり、逐語的なものは速く衰退し、要約的なものは長く持続する。
推論に関しては、ファジィトレース理論は我々が成熟するにつれて、逐語的な情報よりも要約的な情報により多く依存するようになると主張する。これに対する証拠は、フレーミング効果が逐語的な情報（パーセンテージ）が要約的な記述に置き換えられたときに強くなるというフレーミング実験にある。他の実験では、プロスペクト理論（拡張版とオリジナル版）や他の現在の判断と意思決定の理論の予測を否定している。

## 日本での研究
二重過程理論は、欧米では本日本語稿の基となっている英語版WikiのDual Process Theoryの稿だけでなく、ジョシュア・グリーン（Joshua D. Greene）らによるfMRIを使った実証研究を基にした二重過程理論（道徳心理学：Dual Process Theory(Moral Psychology)）などにみられるように、活発な研究と議論が行われている。
日本においては、二重過程理論の研究自体は、2021年時点において、欧米と比較して活発とはいえず、日本で発表された研究の多くは、欧米の先行研究を精査、検証した報告となっている。
この状況で例外的に、欧州の代表的な認知科学の国際会議COGNITIVEにおいて、2020, 2021, 2022と３年連続受賞するなど欧米の学会で高く独自性と理論内容を評価されているのが北島宗雄・豊田誠による脳構造マクロモデルの理論研究である。北島・豊田は欧米の学会でのみ発表を行っており、日本での学会発表を行っていないが、その研究を概観する。

### Model Human Processor with Real Time constraints(MHP/RT)
Model Human Processor with Real Time constraints(MHP/RT)は、豊田誠・北島宗雄が構築した、人間の行動選択を統合的に説明する脳構造の理論モデルである。
MHP/RTは、脳構造マクロモデル研究の基礎となったアレン・ニューウェルらのModel Human Processor(MHP)を、ダニエル・カーネマンらの２マインズに基づく二重過程理論の成果を組み入れ拡張したモデルで、認知に伴う情報処理から身体活動等の行動選択の時間の流れにおいて、多層階層構造になっている記憶領域とやりとりしながらシステム１とシステム２が非同期に並列分散処理を行うプロセスとなっていることを説明するモデルである。

### MHP/RTの適用
MHP/RTは人間の行動選択を統合的に説明するモデルであり、理解するツールであるため、様々な分野に適用が出来る。
北島らは、MHP/RTをベースに、人間の行動心理の調査手法としてCognitive Chrono Ethnography（CCE）を開発した。CCEはプロ野球球団のファン化プロセスの調査などで大きな成果を挙げている。また、北島らは、MHP/RTとCCEを適用しSDGsの達成の認知行動科学アプローチを提案し、Cognitive2020で受賞論文と合わせて発表を行っている。
また、道徳心理学における二重過程理論の創始者とされるジョシュア・グリーンらのトロッコ問題、同じく、アメリカの道徳心理学者であるジョナサン・ハイトらの道徳基盤理論などについても、MHP/RTを適用することにより、人間の行動選択に関わる二重過程（Dual Process）のもたらす特性を構造的に確認出来る。